# Coendou spinosus
Coendou spinosus és una espècie de mamífer rosegador de la família dels porcs espins del Nou Món. Viu al nord de l'Argentina, el sud i l'est del Brasil, l'est del Paraguai i l'Uruguai. Els seus hàbitats naturals són el cerrado, el pantanal i la Mata Atlàntica. És una espècie en risc mínim, és a dir, no sembla que hi hagi cap amenaça significativa per a la seva supervivència.